# Ahmed Waseem Razeek
Ahmed Waseem Razeek (* 19. September 1994 in Berlin) ist ein deutscher Fußballspieler sri-lankischer Abstammung.

## Karriere

### Verein
Ahmed Waseem Razeek, Sohn sri-lankischer Einwanderer, begann mit dem Fußball beim NFC Rot-Weiß Neukölln, ehe er über Tasmania Gropiusstadt und Tennis Borussia Berlin in den Nachwuchs des 1. FC Union Berlin kam. Zur Spielzeit 2013/14 erhielt er dort einen Profivertrag und gab am 19. April 2014 sein Profidebüt, als er in der 2. Bundesliga am 31. Spieltag beim Spiel Karlsruher SC gegen Union Berlin in der 73. Minute für Christopher Quiring eingewechselt wurde. Zur Saison 2015/16 wechselte Razeek zum Drittligisten 1. FC Magdeburg. Nach zwei Jahren in Magdeburg wurde sein Vertrag nicht verlängert. Er wechselte zur neuen Saison zum FC Rot-Weiß Erfurt. Nach der Insolvenz der Rot-Weißen verließ er den Verein im Sommer 2018. Nach einem Jahr ohne Verein schloss er sich zur Saison 2019/20 dem Regionalligisten Berliner AK 07 an. In dieser Spielzeit kam er in zwölf Ligaspielen zum Einsatz und erzielte dabei zwei Treffer. Vom Sommer 2020 bis zur folgenden Winterpause war er vereinslos, ehe er den Schritt zum Up Country Lions SC nach Sri Lanka wagte. Dort schoss er in acht Erstligaspielen sechs Treffer, ging jedoch schon Anfang 2022 weiter zum indischen Verein Gokulam Kerala FC aus der I-League. Dort gewann er am Ende der Spielzeit die nationale Meisterschaft, in sieben Partien erzielte er dabei einen Treffer. 

### Nationalmannschaft
Am 19. November 2019 gab Razeek sein Debüt für die sri-lankische A-Nationalmannschaft in der WM-Qualifikation gegen Turkmenistan (0:2). Während des Mahinda Rajapaksa Cups am 9. November 2021 gelangen ihm gegen die Malediven (4:4) alle vier Tore seiner Mannschaft. Mittlerweile absolvierte er 13 Länderspiele und erzielte dabei neun Treffer.

## Erfolge
- Sachsen-Anhalt-Pokalsieger: 2017
- Indischer Meister: 2022

## Sonstiges
Ahmed Waseem Razeek besitzt sowohl die sri-lankische als auch die deutsche Staatsbürgerschaft. Er ist außerdem der erste sri-lankischstämmige Spieler, der in einer deutschen Profiliga zum Einsatz kam.